# Metoda Hoepricha
Metoda Hoepricha, technika Hoepricha - technika posiewu umożliwiająca ilościową analizę bakteriologiczną materiału płynnego. Przy rozsiewaniu wykorzystuje się sterylne ezy kalibrowane, tak aby druciana pętelka była wypełniona badanym płynem.
Metoda ta wykorzystywana jest właściwie tylko w mikrobiologii lekarskiej do oceny składu i ilości flory bakteryjnej dróg moczowych. Przy określaniu ilości drobnoustrojów przy dużej ilości cfu/mm3 metoda ta daje wyniki niemożliwe do interpretacji (z racji na zlanie się poszczególnych kolonii ze sobą).

Przeczytaj ostrzeżenie dotyczące informacji medycznych i pokrewnych zamieszczonych w Wikipedii.